# Elephantulus edwardii
Il macroscelide del Capo o sengi del Capo (Elephantulus edwardii) è una specie di toporagno elefante del genere Elephantulus.
È endemico del Sudafrica, dove popola le aree rocciose (da cui il nome locale di Cape rock elephant shrew, toporagno elefante di roccia del Capo) della provincia del Capo.